# Maria Anna van Oostenrijk (1738-1789)

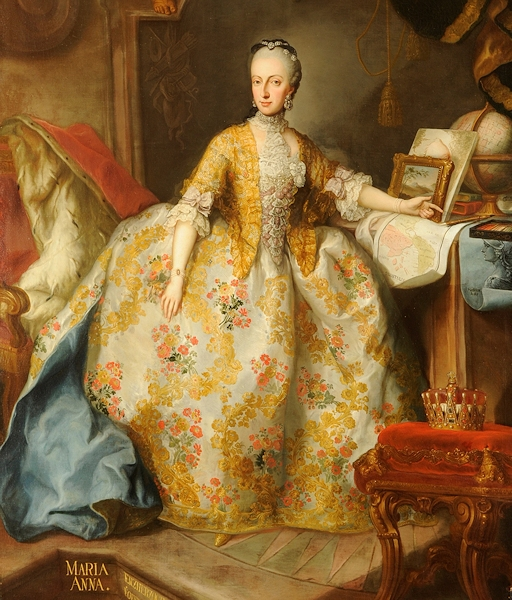
Portret van aartshertogin Maria Anna van Oostenrijk.

Maria Anna Josepha Antonia van Habsburg-Lotharingen (Wenen, 6 oktober 1738 – Klagenfurt, 19 november 1789), aartshertogin van Oostenrijk uit het huis Habsburg-Lotharingen, was de tweede dochter van keizer Frans I Stefan van het Heilige Roomse Rijk en keizerin Maria Theresia.

## Biografie

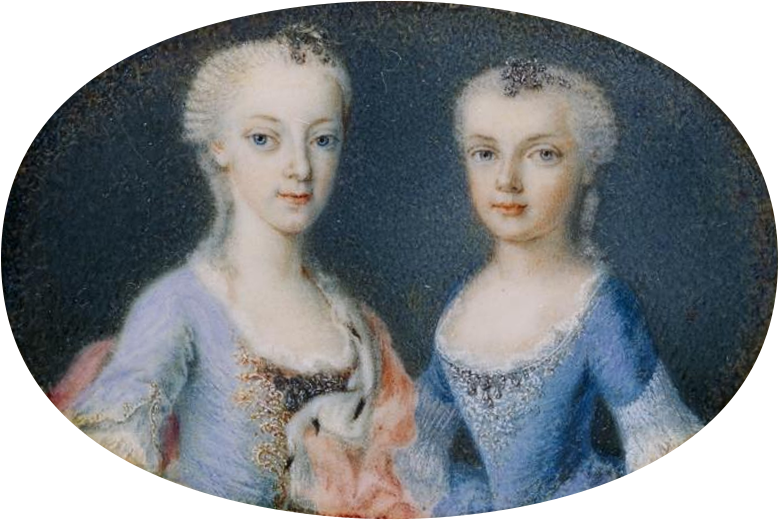
Portret van aartshertogin Maria Anna van Oostenrijk en haar zus Maria Christina.

Maria Anna werd in 1738 geboren. Haar oudere zusje Maria Elisabeth overleed op driejarige leeftijd in 1740. Vandaar dat Maria Anna van 1740 tot 1741 de beoogde troonopvolgster was, tot de geboorte van haar broer, de latere keizer Jozef II. Een van haar zusters was Maria Antonia (1755-1793), bekend geworden als Marie-Antoinette, koningin van Frankrijk.
Maria Anna had een slechte gezondheid: ze had last van kortademigheid en een zwak immuunsysteem. Een zwaar ziekbed in 1757 verergerde haar gezondheidsproblemen en een vergroeiing in haar rug leidde tot een bochel. Dit alles zorgde er ook voor dat ze niet aan een huwelijkspartner kwam.

### Wetenschap
Maria Anna hield zich van jongs af aan bezig met wetenschap, hierin gesteund door haar vader. Zo verdiepte ze zich in numismatiek en mineralogie. Het leverde haar de bijnaam 'gelehrte Erzherzogin" op.
Het overlijden van haar vader in 1765 had een grote invloed op haar leven. Maria Anna trok zich nu steeds verder terug en wijdde zich volledig aan de wetenschap. In 1766 werd ze benoemd tot abdis van de Keizerlijke en Koninklijke Kloostergemeenschap voor adellijke vrouwen in Praag, een door haar moeder gesticht klooster. Maria Anna was echter nauwelijks in het klooster aanwezig en ze gebruikte het jaarlijks inkomen dat ze voor de functie kreeg om haar verzamelingen mee te financieren. Ook had Maria Anna zich bekwaamd in het vervaardigen van kopergravures waardoor ze in 1767 lid kon worden van de Kupferstecher-Akademie in Wenen. Twee jaar later werd ze tevens lid van de kunstacademie van Florence.

### Vrijmetselarij
Op het gebied van mineralogie zocht ze toenadering tot de mineraloog Ignaz von Born. Ze ondersteunde hem financieel in zijn werk en liet hem haar eigen mineralencollectie categoriseren. Von Born bracht haar ook in contact met de vrijmetselarij. Keizer Frans was ook al actief geweest binnen deze beweging, en Maria Anna werd vooral aangetrokken door de idealen van tolerantie, naastenliefde en liefdadigheid. Als eerbewijs werd in 1783 de nieuwe loge in Klagenfurt naar haar vernoemd: Zur wohltätigen Marianne.

### Klagenfurt
In 1781 moest Maria Anna verhuizen naar Klagenfurt, waar ze zich verbond aan het klooster van de Elisabethinnen. Dit klooster ontving van haar ruime financiële ondersteuning. In Klagenfurt omringde Maria Anna zich vooral met wetenschappers en dichters, en ze speelde een grote rol in de opgravingen van de Romeinse stad Virunum.
Aartshertogin Maria Anna stierf op 51-jarige leeftijd.